# PLENTY
PLENTY (The Piedmont Local EcoNomy Tender) är en lokal valuta i Pittsboro, Chatham County, North Carolina, USA, som används av privatpersoner och företag på orten. Valutan grundades ursprungligen 2001 som ett gräsrotsinitiativ. 2009 omformades den under The Abundance Foundation som "The PLENTY Currency Cooperative". Likt andra lokala valutor är syftet att gynna den lokala ekonomin samt att ge sociala och kulturella fördelar.

## Slogan
PLENTY:s slogan är inte "In God We Trust" utan "In Each Other We Trust".